# Притика Дмитро Микитович
Дмитро Микитович Прити́ка (2 січня 1942 — 17 вересня 2020) — український юрист, голова Вищого арбітражного суду України (1989—2006). Доктор юридичних наук, заслужений юрист України, академік Національної академії правових наук України. Колишній народний депутат України від Партії регіонів.

## Біографія
Народився 2 січня 1942 у селі Мусійки, Іванківський район, Київська область у родині Микити Якимовича (1897–1951) та Василини Харитонівни (1898–1970).
Закінчив Київський університет імені Тараса Шевченка, юридичний факультет, (1962–1968); кандидатська дисертація «Правові питання організації та компетенції юрисдикційних органів з вирішення господарських спорів»; докторська дисертація «Організаційно-правові засади становлення і розвитку господарських судів України» (Національна юридична академія України імені Ярослава Мудрого, 2003).
Помер на 79-му році життя 17 вересня 2020 року. Похований на центральній алеї Байкового кладовища (ділянка № 42а).

Могила Дмитра Притики, Байкове кладовище

### Родина
Дружина Лідія Львівна (1943) — педагог спортивно-масової роботи; син Юрій (1971) — доктор юридичних наук, доцент, завідувач кафедри правосуддя Київського національного університету імені Тараса Шевченка; дочка Ірина (1975) — адвокат.

## Початок кар'єри
Січень 1960 — серпень 1961 — бібліотекар, викладач Мусійківської СШ Іванківського району Київської області.
Серпень 1961 — липень 1968 — робітник будівельного управління «Київміськбуд-4».
Липень 1968 — травень 1969 — інструктор Шевченківського райкому ЛКСМУ міста Києва.
Травень — грудень 1969 — юрисконсульт відділу Укрголовкомплекту при Головпостачанні УРСР.

## Державницько-правова діяльність
Грудень 1969 — травень 1972 — старший консультант, травень 1972 — травень 1981 — державний арбітр, травень 1981 — листопад 1986 — начальник відділу нагляду, з листопада 1986 — заступник, з грудня 1987 — перший заступник Головного державного арбітра, грудень 1989 — лютий 1991 — Головний державний арбітр Державного арбітражу УРСР.
Лютий 1991 — липень 2006 — Голова Вищого арбітражного суду України (з червня 2001 — Вищий господарський суд України).
Член виконкому Союзу юристів України, член Всесвітньої асоціації юристів, Координаційного бюро з господарського і комерційного права АПрНУ.
Член Конституційної Комісії від Вищого арбітражного суду України (листопад 1994–1996).

## Політична діяльність
Народний депутат України 6-го скликання з листопада 2007 до грудня 2012 від Партії регіонів, № 125 в списку. На час виборів: народний депутат України, член ПР. Член фракції Партії регіонів (з листопада 2007). Член Комітету з питань правосуддя (з грудня 2007).
Народний депутат України 5-го скликання з квітня 2006 до листопада 2007 від Партії регіонів, № 68 в списку. На час виборів: Голова Вищого господарського суду України, безпартійний. Член фракції Партії регіонів (з травня 2006). Перший заступник голови Комітету з питань правосуддя (з липня 2006).

## Почесні звання та нагороди
Заслужений юрист України (1992), вищий кваліфікаційний клас судді (1991). Народний посол України (1998). Медалі: «В пам'ять 1500-річчя Києва» (1982), «Ветеран праці» (1985). Орден «За заслуги» ІІІ (грудень 1996), II (серпень 1999), I ступенів (січень 2002). Орден князя Ярослава Мудрого V ступеня (грудень 2011). Почесна грамота Кабінету Міністрів України (серпень 2004).

## Науковий доробок
Автор (співавтор) понад наукових 90 праць.[джерело?]